# Episodi di Friends (settima stagione)
La settima stagione della sitcom Friends, composta da ventiquattro episodi, è andata in onda negli Stati Uniti dal 12 ottobre 2000 al 17 maggio 2001 sul canale NBC.
In Italia è invece stata trasmessa dal 20 novembre 2001 al 12 febbraio 2002 su Rai 2.
| nº | Titolo originale                                         | Titolo italiano                | Prima TV USA     | Prima TV Italia  |
| -- | -------------------------------------------------------- | ------------------------------ | ---------------- | ---------------- |
| 1  | The One with Monica's Thunder                            | La serata rubata               | 12 ottobre 2000  | 20 novembre 2001 |
| 2  | The One with Rachel's Book                               | Il libro di Rachel             | 12 ottobre 2000  | 20 novembre 2001 |
| 3  | The One with Phoebe's Cookies                            | La ricetta della nonna         | 19 ottobre 2000  | 27 novembre 2001 |
| 4  | The One with Rachel's Assistant                          | L'assistente                   | 26 ottobre 2000  | 27 novembre 2001 |
| 5  | The One with the Engagement Picture                      | La foto del fidanzamento       | 2 novembre 2000  | 4 dicembre 2001  |
| 6  | The One with the Nap Partners                            | La damigella d'onore           | 9 novembre 2000  | 4 dicembre 2001  |
| 7  | The One with Ross's Library Book                         | Sesso in biblioteca            | 16 novembre 2000 | 11 dicembre 2001 |
| 8  | The One Where Chandler Doesn't Like Dogs                 | Un cane in casa                | 23 novembre 2000 | 11 dicembre 2001 |
| 9  | The One with All the Candy                               | La bicicletta                  | 7 dicembre 2000  | 18 dicembre 2001 |
| 10 | The One with the Holiday Armadillo                       | L'armadillo natalizio          | 14 dicembre 2000 | 18 dicembre 2001 |
| 11 | The One with All the Cheesecakes                         | Torte a domicilio              | 4 gennaio 2001   | 8 gennaio 2002   |
| 12 | The One Where They're Up All Night                       | Notte in bianco                | 11 gennaio 2001  | 8 gennaio 2002   |
| 13 | The One Where Rosita Dies                                | L'ultimo giorno di Rosita      | 1º febbraio 2001 | 15 gennaio 2002  |
| 14 | The One Where They All Turn Thirty                       | I miei primi 30 anni           | 8 febbraio 2001  | 15 gennaio 2002  |
| 15 | The One with Joey's New Brain                            | Il cervello nuovo              | 15 febbraio 2001 | 22 gennaio 2002  |
| 16 | The One with the Truth About London                      | L'ora della verità             | 22 febbraio 2001 | 22 gennaio 2002  |
| 17 | The One with the Cheap Wedding Dress                     | Una ragazza per due            | 15 marzo 2001    | 29 gennaio 2002  |
| 18 | The One with Joey's Award                                | Un premio per Joey             | 29 marzo 2001    | 29 gennaio 2002  |
| 19 | The One with Ross and Monica's Cousin                    | Il provino                     | 19 aprile 2001   | 5 febbraio 2002  |
| 20 | The One with Rachel's Big Kiss                           | Ricordi quella sera?           | 26 aprile 2001   | 5 febbraio 2002  |
| 21 | The One with the Vows                                    | Promesse e ricordi             | 3 maggio 2001    | 12 febbraio 2002 |
| 22 | The One with Chandler's Dad                              | La patente scaduta             | 10 maggio 2001   | 12 febbraio 2002 |
| 23 | The One with Monica and Chandler's Wedding (I e II Part) | Finalmente sposi (1 e 2 parte) | 17 maggio 2001   | 12 febbraio 2002 |
| 24 | The One with Monica and Chandler's Wedding (I e II Part) | Finalmente sposi (1 e 2 parte) | 17 maggio 2001   | 12 febbraio 2002 |

## La serata rubata
- Titolo originale: The One with Monica's Thunder
- Diretto da: Kevin S. Bright
- Scritto da: Will Calhoun

### Trama
Dopo aver annunciato il loro fidanzamento, Monica e Chandler invitano i loro amici a trascorrere una elegante serata al Plaza. Prima però, si verifica un inconveniente in camera da letto per Monica e Chandler, il che diviene di pubblico dominio. Rachel e Ross, inoltre, si baciano e gli altri li scoprono. Monica teme che l'attenzione sia catalizzata su di loro anziché su di lei, così tutti rimangono a casa.

## Il libro di Rachel
- Titolo originale: The One with Rachel's Book
- Diretto da: Michael Lembeck
- Scritto da: Andrew Reich e Ted Cohen

### Trama
Monica e Rachel iniziano a organizzare il matrimonio sfogliando il Libro del Matrimonio che Monica prepara da anni. Joey trova in camera di Rachel un romanzo spinto e la prende in giro. Phoebe chiede in prestito l'appartamento a Ross per le sedute di massaggio e questi in sua assenza si sostituisce a lei nel lavoro quando una giovane affascinante si reca lì per un appuntamento, ma la ragazza ha solo accompagnato il padre con il mal di schiena, così Ross deve improvvisare. Monica scopre che i genitori hanno speso i soldi del fondo per il matrimonio per la casa al mare così Chandler si propone di pagare tutto, ma si rifiuta quando Monica dice di voler spendere tutto il denaro. Chandler, poi, decide di spendere tutto per rendere felice Monica col matrimonio dei suoi sogni, ma dopo averle detto che vorrebbe andare a vivere fuori città dopo sposati, avere quattro figli e un animale domestico, Monica rifiuta perché non vuole rischiare di non avere i soldi necessari a poter realizzare quel sogno da lei condiviso, ascoltandolo ha capito che il matrimonio è più importante del giorno delle nozze.

## La ricetta della nonna
- Titolo originale: The One with Phoebe's Cookies
- Diretto da: Gary Halvorson
- Scritto da: Sherry Bilsing e Ellen Plummer

### Trama
Chandler inizia a indossare gli occhiali, ma gli altri non notano la differenza e pensano che li abbia sempre avuti. Monica vuole che Phoebe, come regalo di fidanzamento, le sveli la ricetta dei biscotti della nonna, ma questa è andata perduta. Phoebe allora porta l'unico biscotto rimasto in freezer e lo fa assaggiare a Monica per riuscire a risalire alla ricetta originaria. Chandler viene invitato dal futuro suocero a giocare a squash e nel bagno turco subisce le conseguenze degli occhiali appannati. Rachel insegna a Joey ad andare in barca, ma la ragazza scopre di avere gli stessi atteggiamenti di suo padre.

## L'assistente
- Titolo originale: The One with Rachel's Assistant
- Diretto da: David Schwimmer
- Scritto da: Brian Boyle

### Trama
Gli amici seguono la serie di cui Joey è protagonista, ma non sanno come dirgli che in realtà è una serie terribile. Infatti in seguito a Joey viene comunicato che non verranno girate altre puntate. In seguito al patto di non nascondersi mai niente da sposati, tra Chandler e Monica inizia una gara a "spifferare" i segreti altrui, nella quale viene coinvolto anche Ross. Rachel viene promossa e deve assumere un assistente. Contrariamente ai consigli degli amici, tra i vari candidati sceglie di assumere Tag, un bel ragazzo che però si rivela inadatto per il lavoro.
● Guest Star: Eddie Cahill (Tag)

## La foto del fidanzamento
- Titolo originale: The One with the Engagement Picture
- Diretto da: Gary Halvorson
- Scritto da: Earl Davies

### Trama
L'annuncio del fidanzamento di Monica e Chandler deve apparire sul giornale locale così i due devono trovare una bella foto da pubblicare, ma non è facile perché Chandler non viene mai bene in foto. Rachel chiede a Joey di uscire col suo nuovo assistente per aiutarlo a conoscere nuove persone ma rimane delusa quando scopre che l'amico gli ha insegnato le sue tecniche per rimorchiare le ragazze. Phoebe esce con un uomo divorziato. La ragazza chiede a Ross di intrattenere la ex moglie di lui per non avere problemi, ma alla fine i due iniziano a piacersi.
● Guest Star: Eddie Cahill (Tag)

## La damigella d'onore
- Titolo originale: The One with the Nap Partners
- Diretto da: Gary Halvorson
- Scritto da: Brian Buckner e Sebastian Jones

### Trama
Monica deve scegliere chi sarà la damigella d'onore fra Rachel e Phoebe, così fa sapere loro di aver pensato ad uno smistamento che renda tutte felici: ogni volta che una di loro si sposerà sarà diversa la damigella d'onore, in questo modo per tre matrimoni ognuna di loro avrà fatto da damigella una volta. Rachel e Phoebe sono d'accordo, ma Monica, per quanto riguarda il suo (che determinerà anche le damigelle per quelli di Phoebe e Rachel) lascia decidere loro e le due entrano in competizione. Joey e Ross si propongono per fare da giudici alla gara, decretando la vittoria di Phoebe. Inoltre i due sono imbarazzati dal fatto che si sono addormentati l'uno sull'altro guardando il film Die Hard. Monica, a una cena, viene fermata da una ex ragazza di Chandler, e scopre che lui l'ha lasciata 16 anni prima perché era troppo grassa e pretende che si scusi con lei, giacché sa cosa si prova. In realtà la donna non sapeva che Chandler l'avesse lasciata per il peso, cosa che crea imbarazzo a tutti e tre. Monica, alla fine, parla con Chandler e gli chiede se la lascerebbe nel caso in cui ingrassasse un po', ma Chandler le rivela che la sua ex prese quasi 70 chili in un anno, non solo un po', e che per lui Monica sia perfetta qualsiasi aspetto abbia, perché ama lei come persona, non come bella donna, rendendola molto felice. Phoebe infine lascia che Rachel sia la damigella d'onore, ma subito dopo averlo detto a Monica si ricorda delle manie di quest'ultima per la programmazione di ogni singolo dettaglio e che quindi dovrà sottostare ad ogni suo capriccio più volte al giorno per mesi. Phoebe è soddisfatta di essersi risparmiata l'affanno, ma Rachel le ricorda che dovrà passarci anche lei, in quanto inevitabilmente la damigella di Phoebe dovrà essere Monica.

## Sesso in biblioteca
- Titolo originale: The One with Ross's Library Book
- Diretto da: David Schwimmer
- Scritto da: Scott Silveri

### Trama
Ross scopre che la sua tesi di dottorato è custodita nella biblioteca dell'università in cui lavora, nella sezione di paleontologia. Scopre anche, però, che quella sezione della biblioteca è usata dagli studenti che vogliono appartarsi intimamente. Viene quindi a sapere che tutti sono a conoscenza di ciò e decide di difendere da sé la sua zona, finendo per fare lui la stessa cosa. Monica incontra Janice al lavoro e le rivela che sta per sposarsi con Chandler. Janice li invita a cena fuori col suo ipotetico fidanzato, che non si presenta, e di seguito, dopo essersi autoinvitata al matrimonio, tenta di stabilirsi a casa loro. Essendo un grosso problema per la coppia, Monica e Chandler improvvisano un modo per disfarsi di lei. Joey porta una ragazza a casa e chiede a Rachel di allontanarla da lui, che non vuole storie serie, ma Rachel finisce per farli uscire assieme. Joey si invaghisce, ma la ragazza non ricambia.
- Guest star: Kristin Davis (Erin)

## Un cane in casa
- Titolo originale: The One Where Chandler Doesn't Like Dogs
- Diretto da: Kevin S. Bright
- Scritto da: Patty Lin

### Trama
Dopo una gara di memoria sui nomi degli stati che compongono gli USA, nel Giorno del Ringraziamento, i ragazzi commentano i risultati mentre Monica prepara la cena nell'appartamento di Ross, perché il suo forno è rotto. Da lì, si accorge che Phoebe ha portato un cane in casa sua, così Chandler vuole cacciarlo perché odia i cani. Alla festa partecipa anche il bell'assistente di Rachel, perché lui e la sua ragazza si sono lasciati. Intanto Ross si incaponisce con il gioco degli Stati, mentre il cane viene portato a casa sua. Dopo una gaffe di Joey, Rachel confessa al suo assistente di avere una cotta per lui, ma questi deve andare a controllare che non gli stiano rubando la macchina. Il cane viene portato di nuovo a casa di Monica, all'insaputa di Chandler che crede di averlo fatto scappare. Infine, con un colpo di scena, Rachel e il suo assistente si baciano.

## La bicicletta
- Titolo originale: The One with All the Candy
- Diretto da: David Schwimmer
- Scritto da: Will Calhoun

### Trama
Mentre i ragazzi insegnano al figlio di Ross, Ben, ad andare in bicicletta, scoprono che Phoebe non ha mai avuto una sua bicicletta da bambina, poiché i suoi non potevano permettersela. Così Ross decide di regalargliene una. Monica decide di offrire dei dolcetti a tutto il vicinato, lasciandoli fuori dalla porta, per conoscerli. I vicini mostreranno di apprezzare e lei inizierà a farne sempre di più. Rachel, di ritorno da una notte col suo assistente Tag, spiega ai suoi amici la decisione sua e di Tag di mantenere la relazione segreta sul posto di lavoro, ma rischiano di esser scoperti dal momento che Rachel, per fare uno scherzo a Tag, compila una valutazione piccante sul suo operato al lavoro e questa valutazione finisce all'ufficio risorse umane. Tuttavia Tag riesce a tirarli fuori dal pasticcio confessando di aver fatto lui questo scherzo. Ross si rende conto che Phoebe non sa andare in bicicletta e la convince a imparare. Monica viene pressata da tutti i vicini, diventati ormai invadenti, affinché prepari sempre più dolcetti, senza curarsi di conoscerla veramente. Sarà Chandler a rimproverare tutti i presenti, facendo notare alla fidanzata come essi non sappiano nemmeno il suo nome, per poi cacciarli via.
● Guest Star: Eddie Cahill (Tag)

## L'armadillo natalizio
- Titolo originale: The One with the Holiday Armadillo
- Diretto da: Gary Halvorson
- Scritto da: Gregory S. Malins

### Trama
Ross cerca di spiegare a suo figlio Ben la festa ebraica di Hanukkah ma lui preferisce il Natale così com'è concepito dai cristiani con i regali, le renne e il resto. Per fargli cambiare idea, si veste da armadillo natalizio, un personaggio da lui inventato. Chandler e Monica, a cena in un ristorante di lusso, si trovano a disagio, poi Chandler si veste da Babbo Natale e dà una mano a Ross con suo figlio. L'appartamento di Phoebe è pronto e lei prova a portar via Rachel dall'appartamento di Joey, ma c'è una sola stanza e non può ospitarla.
● Guest Star: Cole Sprouse (Ben)

## Torte a domicilio
- Titolo originale: The One with All the Cheesecakes
- Diretto da: Gary Halvorson
- Scritto da: Shana Goldberg-Meehan

### Trama
Phoebe si infuria con Joey perché lui non ha rispettato un loro precedente appuntamento come amici per uscire con una ragazza, dandole così buca. Chandler e Rachel sono continuamente tentati dalle torte che vengono recapitate loro per sbaglio. Ross viene invitato al rinfresco di matrimonio della cugina Frannie mentre Monica no, quindi lei, offesa a morte, lo convince a portarla al posto della sua ragazza, per poi scoprire che il neomarito della cugina è un suo ex, Stuart. Phoebe rincontra il suo vecchio ragazzo David che si era trasferito in Russia e deve dare a sua volta buca a Joey per un appuntamento tra i due.

## Notte in bianco
- Titolo originale: The One Where They're Up All Night
- Diretto da: Kevin S. Bright
- Scritto da: Zachary Rosenblatt

### Trama
Ross e Joey rimangono chiusi fuori, in terrazzo, cercando di vedere una cometa. Chandler e Monica rimangono svegli in casa, a causa dell'insonnia di lui. Nel frattempo, Rachel e il suo assistente, benché sia notte, devono andare in ufficio per controllare dei contratti. Phoebe viene tenuta sveglia dall'allarme antincendio.
● Guest Star: Eddie Cahill (Tag)

## L'ultimo giorno di Rosita
- Titolo originale: The One Where Rosita Dies
- Diretto da: Stephen Prime
- Scritto da: Ellen Plummer e Sherry Bilsing

### Trama
La poltrona di Joey si chiama Rosita e secondo il suo padrone non può essere spostata. Rachel che condivide con lui l'appartamento, non è d'accordo e, cercando di darle una diversa collocazione, finisce per romperla. Phoebe si lamenta del fatto che il suo lavoro non sia remunerativo e diventa una operatrice di telemarketing. Cercando di vendere del toner, si intrattiene a parlare con un aspirante suicida. Monica e Ross scoprono che i loro genitori hanno messo in vendita la casa in cui sono cresciuti. Quando i due fratelli si recano a svuotare l'abitazione dalle loro cose, il padre confessa a Ross di aver utilizzato le scatole contenenti gli oggetti di Monica per proteggere la sua auto da un allagamento. Per farsi perdonare del fatto di aver rovinato i suoi ricordi d'infanzia e aver dimostrato ancora una volta di preferire Ross a lei, il padre di Monica le regala la sua Porsche. Chandler pensa di essere stato lui a rompere Rosita e sostituisce di nascosto la poltrona.

## I miei primi 30 anni
- Titolo originale: The One Where They All Turn Thirty
- Diretto da: Ben Weiss
- Scritto da: Vanessa McCarthy

### Trama
Rachel non prende bene il fatto di aver compiuto i trent'anni, nonostante la festa a sorpresa che le hanno organizzato i suoi amici. Neanche questi, d'altronde, quando era toccato a loro, avevano reagito bene, a partire da Ross e Joey. Quest'ultimo, addirittura, considera l'invecchiamento come una sorta di calamità che colpisce il gruppo di amici. Monica si era ubriacata quando è successo a lei. Si scopre che Phoebe in realtà ha 31 anni ed è depressa perché per i suoi trent'anni non era accaduto niente di ciò che sperava, tra cui un bacio perfetto e frequentare un uomo portoghese. Joey, così, la bacia e le rivela che, in parte, è di origine portoghese, rendendola felice. Rachel fa una valutazione della sua vita e decide di lasciare Tag perché troppo giovane e immaturo per il tipo di relazione che lei vuole avere.
● Guest Star: Eddie Cahill (Tag)

## Il cervello nuovo
- Titolo originale: The One with Joey's New Brain
- Diretto da: Kevin S. Bright
- Scritto da: Sherry Bilsing e Ellen Plummer

### Trama
Joey viene avvisato che il Dottor Drake Ramoray subirà un trapianto di cervello e questo gli consentirà di tornare a recitare nella soap opera I giorni della nostra vita. L'attrice che verrà eliminata dalla trasmissione interpreta il ruolo da 20 anni e non prende bene la notizia, ma poi decide di aiutare Joey a interpretare il suo personaggio nel modo migliore e i due finiscono anche a letto insieme. Rachel e Phoebe, invece, sono alle prese con un dilemma amoroso: devono stabilire a chi spetta tentare un approccio con un bel ragazzo visto al Central Perk. Ross scopre che Chandler ha delle vaghe origini scozzesi e prova a imparare a suonare la cornamusa per fare un regalo agli sposi e suonare al loro matrimonio.
- Guest Star: Susan Sarandon (Cecilia Monroe)

## L'ora della verità
- Titolo originale: The One with the Truth About London
- Diretto da: David Schwimmer
- Scritto da: Brian Buckner e Sebastian Jones

### Trama
Rachel deve fare da baby sitter al figlio di Ross e gli insegna un sacco di scherzetti. Ben inizia a mettere in pratica ciò che gli è stato insegnato con gran disappunto di Ross. Monica e Chandler devono decidere chi li sposerà e Phoebe suggerisce loro di scegliere uno fra di loro poiché su Internet è possibile farsi ordinare come pastore: vuole farlo Joey. Parlando con lui, gli sposini rievocano la loro prima notte insieme fra confessioni e colpi di scena.

## Una ragazza per due
- Titolo originale: The One with the Cheap Wedding Dress
- Diretto da: Kevin S. Bright
- Scritto da: Brian Buckner e Sebastian Jones

### Trama
Ross e Chandler conoscono una ragazza che sta traslocando e Ross riesce a ottenere un appuntamento con lei, ma scopre che sta frequentando anche Joey. I due entrano in competizione, finendo però per rendersi imbarazzanti davanti a lei e quest'ultima decide di non vedere più nessuno dei due. Monica prova il vestito da sposa mentre Rachel e Phoebe l'accompagnano in un negozio molto esclusivo, ma solo per scegliere il modello poiché lo troverà in saldo a una grande svendita da un'altra parte. Lì conosce e fa amicizia con un'altra futura sposa, ma alla svendita le due vogliono lo stesso abito, che Monica riesce a conquistare durante la lite. Per ripicca, la ragazza prenota per il proprio matrimonio la band che aveva scelto Chandler, ricattando Monica per riavere il vestito in cambio della band. Monica non intende farlo e cerca di convincere Chandler a cambiare idea sulla band senza dirgli tutto, ma scopre che Chandler ha scelto quel gruppo perché fu a un loro concerto che capì di voler stare con Monica per tutta la vita. Monica accetta quindi lo scambio del vestito per la band, ma prima di consegnarlo alla ragazza lo rovina facendo l'amore con Chandler, così da vendicarsi del ricatto.

## Un premio per Joey
- Titolo originale: The One with Joey's Award
- Diretto da: Gary Halvorson
- Scritto da: Sherry Bilsing e Ellen Plummer

### Trama
Joey riceve la candidatura per un premio televisivo, ma non lo vince e ne rimane molto deluso. Ritira il premio della sua co-star (assente alla cerimonia) ed è tentato di non consegnarlo. Rachel lo convince che è la cosa giusta da fare, ma quando Joey consegna il premio all'attrice questa lo disprezza, considerandolo un premio di poca importanza e Rachel dice a Joey che a quel punto può tenerlo. Uno degli studenti di Ross dichiara di essersi innamorato di lui per ottenere un punteggio più alto a un esame, ma un altro studente lo smaschera dicendo a Ross che non è gay e ha ingannato anche altri professori con questo metodo. Al Central Perk, Phoebe conosce un uomo che comincia a frequentare, questo fa pensare a Monica che lei non avrà mai più un primo bacio e non andrà a letto mai più con nessun altro uomo che non sia Chandler; questa cosa la fa angosciare e decide di parlarne con lui, ma alla fine Chandler le fa capire quanto voglia stare con lei e Monica si tranquillizza.

## Il provino
- Titolo originale: The One with Ross and Monica's Cousin
- Diretto da: Gary Halvorson
- Scritto da: Andrew Reich e Ted Cohen

### Trama
Cassie, la cugina di Ross e Monica, viene a far visita e Chandler, Ross e Phoebe si sentono attratti da lei. Monica lascia intendere a Rachel e Phoebe che desidera avere una festa di addio al nubilato. Le ragazze, che non ci avevano pensato, cercano di rimediare ma si dimenticano di far arrivare la festeggiata. Joey fa il provino per interpretare un personaggio cattolico che deve anche mostrarsi nudo. Joey però è circonciso e Monica tenta di aiutarlo creando degli "involucri" con cibo e altri materiali. Quando il ragazzo si spoglia durante l'ultimo provino, l'oggetto posticcio cade e Joey viene smascherato.
- Guest Star: Denise Richards (Cassie Geller)

## Ricordi quella sera?
- Titolo originale: The One with Rachel's Big Kiss
- Diretto da: Gary Halvorson
- Scritto da: Scott Silveri e Shana Goldberg-Meehan

### Trama
Rachel incontra una vecchia amica del college, Melissa, con la quale una volta si baciò a una festa. Phoebe non crede a questa storia e Rachel decide di invitarla alla cena con Melissa in modo che lei ne abbia la conferma, ma Melissa nega tutto; Rachel frustrata decide di baciare Melissa e questa confessa a Rachel di essere innamorata di lei. Chandler affitta lo smoking che Pierce Brosnan portò per la première di James Bond, mentre Ross affitta quello che Val Kilmer portò in Batman. Joey convince Monica a invitare i suoi genitori al matrimonio.
- Guest Star: Winona Ryder (Melissa Warburton)

## Promesse e ricordi
- Titolo originale: The One with the Vows
- Diretto da: Gary Halvorson
- Scritto da: Doty Abrams

### Trama
Chandler e Monica scrivono i loro voti. Il gruppo ricorda la relazione di Monica e Chandler tramite dei flashback.

## La patente scaduta
- Titolo originale: The One with Chandler's Dad
- Diretto da: Kevin S. Bright, Gary Halvorson
- Scritto da: Gregory S. Malins

### Trama
Monica convince Chandler ad andare a Las Vegas per invitare suo padre Charles al loro matrimonio e questo accetta. Rachel ruba le chiavi della Porsche di Monica a Ross; prima guida Rachel, che va troppo veloce, e poi Ross a cui fanno una multa perché guida troppo piano. Phoebe dice a Joey che soltanto un uomo convinto della sua virilità sarebbe in grado di indossare mutande da donna, quindi questo decide di provarne un paio di Rachel per dimostrare la sua mascolinità.
- Guest Star: Kathleen Turner (Charles Bing / Helena Handbasket)

## Finalmente sposi (1ª parte)
- Titolo originale: The One with Monica and Chandler's Wedding (Part I)
- Diretto da: Kevin S. Bright
- Scritto da: Gregory S. Malins

### Trama
Joey ottiene un ruolo in un film e scopre di dover lavorare il giorno del matrimonio dei suoi amici. Chandler all'improvviso si tira indietro e decide di scappare il giorno prima del matrimonio. Phoebe e Rachel trovano un test di gravidanza positivo nella spazzatura e ipotizzano sia di Monica. 
- Guest Star: Gary Oldman (Richard Crosby)

## Finalmente sposi (2ª parte)
- Titolo originale: The One with Monica and Chandler's Wedding (Part II)
- Diretto da: Kevin S. Bright
- Scritto da: Marta Kauffman e David Crane

### Trama
Ross e Phoebe trovano Chandler e lo convincono a sposarsi. In seguito Chandler per caso ascolta una conversazione tra Rachel e Phoebe e scopre che Monica è incinta. Questo stranamente lo rassicura e gli fa passare l'ansia. Joey arriva giusto in tempo per sposarli, ancora vestito da soldato della prima guerra mondiale. Chandler e Monica si sposano, ma si scopre che il test di gravidanza non era suo.